# 派雷
派雷（法語：Payré，法語發音：[pɛʁe]）是法国新阿基坦大区维埃纳省的一个旧市镇，属于蒙莫里永区。2019年，派雷与临近的4个市镇合并为新市镇普瓦图地区瓦朗斯。

## 地理
派雷（46°20'24"N, 0°12'37"E）面积26.13 平方千米，位于法国新阿基坦大区维埃纳省，该省份为法国中西部省份，北起曼恩-卢瓦尔省和安德尔-卢瓦尔省，西接德塞夫勒省，南至夏朗德省，东南接上维埃纳省，东临安德尔省。
与派雷接壤的市镇（或旧市镇、城区）包括：昂谢、索昂库埃、塞勒莱韦斯科、沙蒂永、圣索旺、维沃讷、武隆。

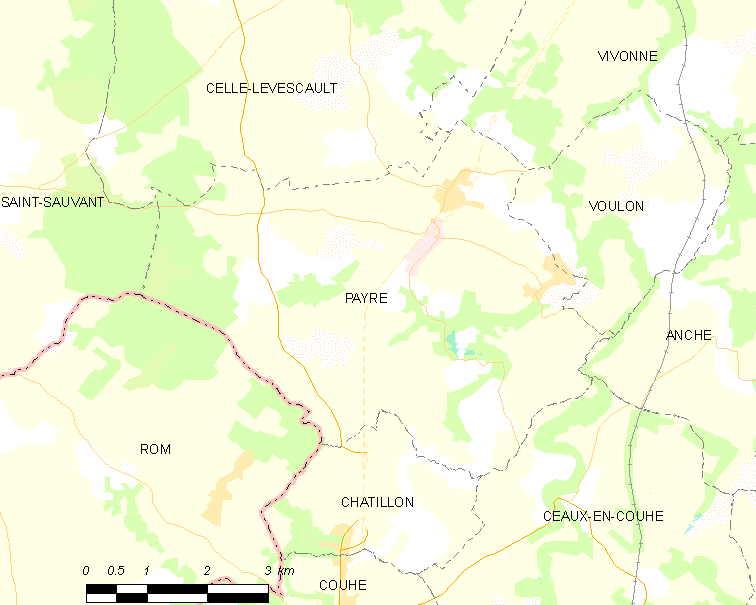
派雷的OSM定位图

派雷的时区为UTC+01:00、UTC+02:00（夏令时）。

## 行政
派雷的邮政编码为86700，INSEE市镇编码为86188。

## 政治
派雷所属的省级选区为吕西尼昂县。

## 人口

1962-2008年间派雷人口变化图示

派雷于2018年1月1日时的人口数量为1035人。